# Домашовець Григорій
Домашовець Григорій (3 серпня 1895, Забар'я — 4 вересня 1990, Юніон) — редактор, публіцист, релігійний діяч.

## З біографії
Народився 3 серпня 1895 року у селі Забар'я Рава-Руського повіту. Воював у лавах УГА. Став баптистом, закінчив семінарію у Лодзі (Польща). З 1944 р. у Західній Німеччині у таборах ДП. У 1950 р. прибув до США, оселився в Ірвінгтоні. Редагував журнал «Післанець правди».
Помер 4 вересня 1990 р. в Юніоні.

## Творчість
Автор релігійних віршів, мемуарів.
Окремі видання:
- Домашовець Г. Нарис історії Укр. Євангельсько-Баптистської Церкви. Ірвінгтон — Торонто, 1967.